# ハンカイソウ
ハンカイソウ（樊噲草、学名： Ligularia japonica ）はキク科メタカラコウ属の多年草。

## 特徴
茎の高さは60-100cmになる。根出葉は長い葉柄があり、葉身は掌状に深く裂け、長さ、幅は30cmになる。茎につく葉は3枚で、茎に互生し、葉柄の基部は広い鞘となる。芽出しの時の葉はヤブレガサのようにすぼんでおり、成長とともに展開する。
花期は6-8月。茎の上部に散房状に2-8個の頭花をつける。頭花は黄色で、径10 cmに達する。舌状花は10個ほど。トウゲブキ（エゾタカラコウ）にはある総苞の基部と花柄の基部の苞はない。冠毛は赤褐色で、長さ6-7.5mmになる。

## 分布と生育環境
日本では、本州の静岡県以西、四国、九州に分布し、山地の林下や湿った草原に生育する。アジアでは中国大陸、台湾、朝鮮に分布する。

## ギャラリー
- 頭花
- 葉